# Maksîmovîci, Poliske
Maksîmovîci (în ucraineană Максимовичі) este o comună în raionul Poliske, regiunea Kiev, Ucraina, formată numai din satul de reședință.

## Demografie
Componența lingvistică a comunei Maksîmovîci
     Ucraineană (98,36%)
     Rusă (1,5%)
     Alte limbi (0,14%)
Conform recensământului din 2001, majoritatea populației comunei Maksîmovîci era vorbitoare de ucraineană (98,36%), existând în minoritate și vorbitori de rusă (1,5%).